# Ihor Pavliouk
Ihor Pavliouk (parfois orthographié Igor Pavlyouk, Ihor Pavlyuk, Igor Pavluk ;  Ukrainien : Ігор Зиновійович Павлюк), né le 1er janvier 1967 à Oujova, RSS d'Ukraine, est un écrivain ukrainien. Il est lauréat du prix de la République populaire Taras Chevtchenko, du prix Hryhori Skovoroda et du prix littéraire international Nikolaï Gogol “Triomphe”, Vainqueur d'un anglais PEN club Award 2013,, Lauréat du Prix littéraire Suisse 2021.
Il est titulaire d'un doctorat en communication sociale.

## Biographie
Sa mère meurt dix jours après lui avoir donné naissance. Il est élevé par son grand-père et sa grand-mère maternels, des migrants de la région de Helm,.
Il étudie à Saint-Pétersbourg (université d'ingénierie technique militaire), qu'il quitte en seconde année pour écrire des poèmes, ce qui lui vaut d'être condamné à une période de travaux forcés et déporté dans la taïga de la région de Zabaykal'skiy, en Transbaïkalie. En 1986-1987, il est correspondant d'un journal local de Volhynie. En 1987, il rejoint la faculté de journalisme de l'université d'État de Lviv, dont il sort diplômé en 1992 ; il travaille alors comme correspondant de presse religieuse et à la station de radio de Lviv.
Depuis 2003, il travaille à Kiev.
Il participe à divers festivals littéraires internationaux, y compris en Estonie, en Géorgie, en Russie, en Biélorussie, aux États-Unis, en Pologne, en Turquie, en Irlande.
Ihor Pavliouk est l'auteur de quelques textes et chansons pour des représentations théâtrales.
Ses œuvres sont traduites en anglais et en russe.

## Publications
Les travaux d'Ihor Pavlyuk sont publiés dans des magazines tels que «Envoi», «Acumen», «The Apple Valley Review», «Barnwood International Poetry Mag», «Le zaporogue», en russe «Литературной газете», les magazines polonais «Radostowa», «Metafora», «Okolica Poetów» et d'autres.
- Îles de la jeunesse, 1990 (Острови юності)
- Vent d'ailleurs, 1993 (Нетутешній вітер)
- Voix de la lune quotidienne, 1994 (Голос денного Місяця)
- Taverne de verre, 1995 (Скляна корчма)
- Allergie à l'éternité (Babylonie), 1999 (Алергія на вічність)
- En cas de catastrophe, 2002 (Стихія)
- Voyance masculine, 2002 (Чоловіче ворожіння)
- L'Ange (ou) la Langue anglaise ?, 2004 (Poèmes de Ihor Pavlyuk en anglais)
- Magma, 2005 (Магма)
- Rébellion, 2006 (Бунт)
- Le Diapason, 2007 (Камертон)
- Paroles, 2008 (Лірика)
- L’Ukraine en fumée, 2009 (Україна в диму)
- Stratosphère, 2010 (Стратосфера)
- Attraper Gossamers, 2011 (en anglais : Catching Gossamers, en ukrainien : Ловлячи осінні павутинки)
- Confessions de la dernière sorcier  (Saint-Pétersbourg) (Исповедь последнего волхва, Сповідь останнього волхва) (poèmes de Ihor Pavlyuk en russe), 2012,  (ISBN 978-5- 91419-730-5)
- Fortunetelling masculine  (Lublin) (Męskie wróżby (poèmes de Ihor Pavlyuk en langue polonais Translator Tadej Karabovich), 2013,  (ISBN 978-83-62495-30-6).
- Teamsters  (Kiev), (Погонич), 2014,  Погонщик  (poèmes de modernes  russe poète Evgueni Chigrin dans  Ukrainien. Translator Ihor Pavlyuk. Préface de Yevgeny Rein, Ihor Pavlyuk),  (ISBN 978-617-7015-14-6)
- Un Vol au-dessus de la mer Noire  (Londres, Waterloo Press), (Політ над Чорним морем), 2014 (poèmes de Ihor Pavlyuk en anglais. Traduit de l'ukrainien par Stephen Komarnyckyj, préface à un livre écrit destinataire du prix Nobel de littérature Mo Yan et Naomi Foyle, Steve Komarnyckyj, Dmytro Drozdovskyi),  (ISBN 978-1-906742-70-6)
- Game et de la bataille  (Гра і битва), 2014,  (ISBN 978-966-10-4010-5)
- Pavliouk Ihor. Magma polésien: poèmes / Traduction française par Dmytro Tchystiak et Athanase Vantchev de Thracy. Rouen, Christophe Chomant éditeur, 2015[12],[13],  (ISBN 978-2-84962-319-0)
- Pèlerin: méditation romaine en vers, 2018 (Паломник: Роман-медитація у віршах) [14]  (ISBN 978-617-7390-48-9)
- Un vol au-dessus de la mer Noire (États-Unis, EC Publishing LLC), (anglais)[15],  (ISBN 978-1-970160-60-4)
- Arthania (États-Unis, Dorrance_Publishing_Company), (anglais)[16]  (ISBN 978-1-6470-2306-5)

### Prose
- Biographie de l'arbre de la tribu de poètes (2003) Біографія дерева племені поетів
- Forbidden Bloom (2007) Заборонений цвіт

### Monographies
- Écrivain - Puissance - Presse : Analyse historique et typologique (Митець - Влада - Преса: історико-типологічний аналіз), 1997
- Diagnostic et Pronostic de mensonge : Des digressions dans la théorie de la communication (Діагностика і прогностика брехні: екскурси в теорію комунікації), 2003
- Il y a des écrivains dans une presse (Письменники у пресі), 2010